# Río Abajo
Río Abajo è un comune (corregimiento) della Repubblica di Panama situato nel distretto di Panama, provincia di Panama. Il comune, che è una delle tredici suddivisione della città di Panama, si estende su una superficie di 3,9 km² e conta una popolazione di 26.607 abitanti (censimento 2010).